# Мариела Мер
Мариела Мер (енгл. Mariella Mehr, рођена 27. децембра 1947. у Цириху) је швајцарска књижевница.
Мариела Мер рођена је као члан номадског народа Yeniche. Била је жртва Kinder der Landstrasse (у слободном преводу, „Организација за помоћ сеоској деци са улице“), која је децу Yeniche одвојила од родитеља. Мер је као дете била премештана између 16 сиротишта и три дома за незбринуту децу. Била је четири пута предана менталној установи и провела је деветнаест месеци у женском затвору.
Мер је објавила своје прво дело 1975. године, а први роман Steinzeit 1981. године.
Она се залаже за укидање узрока настанка аутсајдера и угњетаваних мањина. Њен рад је препознат 1998. године добијањем почасног доктората Универзитета у Базелу.
2000. године дала је отказ у ауторском клубу Gruppe Olten, јер је група из своје изјаве о мисији изузела постизање циља остваривања „ демократског социјалистичког друштва“.
Мариела Мер тренутно живи у Тоскани.